# Mario Ruiz
Mario Alejandro Ruiz Díaz (Morelia, México; 12 de enero de 1977) es un exfutbolista mexicano. Jugaba de defensa y su último equipo fue el Club León de la Liga de Ascenso.

## Trayectoria
Defensa lateral por la derecha, que debuta en la Primera División en el Invierno 1997 con el Monarcas Morelia. Poco a poco se consolidó en este equipo y se fue convirtiendo en un símbolo del cuadro purépecha, consiguiendo un título en el Invierno de 2000 y jugando con ellos hasta el Clausura 2003. Para el Apertura 2003 sale de la institución moreliana para ir a Tigres UANL, en donde encuentra un lugar en el cuadro titular por varios años.
El Club León fue su primer equipo en la Liga de Ascenso. Jugó en el León desde la temporada de Clausura Bicentenario 2010, donde perdió la final contra Necaxa, equipo que ese año ascendió al máximo circuito.

## Estadísticas

### Clubes
| Monarcas Morelia · México |               |               |     |    |    |    |    |     |     |   |
| 1ª | 1997-98       | 3             | 0   | -  | -  | -  | -  | 3   | 0   |   |
| 1ª | 1998-99       | 17            | 0   | -  | -  | -  | -  | 17  | 0   |   |
| 1ª | 1999-00       | 18            | 0   | -  | -  | -  | -  | 18  | 0   |   |
| 1ª | 2000-01       | 35            | 1   | 3  | 0  | -  | -  | 38  | 1   |   |
| 1ª | 2001-02       | 17            | 1   | 3  | 0  | 9  | 0  | 29  | 1   |   |
| 1ª | 2002-03       | 43            | 0   | -  | -  | 7  | 0  | 50  | 0   |   |
| Total club | Total club    | 133           | 2   | 6  | 0  | 16 | 0  | 155 | 2   |   |
| Tigres U.A.N.L. · México |               |               |     |    |    |    |    |     |     |   |
| 1ª | 2003-04       | 43            | 1   | 3  | 0  | -  | -  | 46  | 1   |   |
| 1ª | 2004-05       | 32            | 1   | 4  | 0  | 9  | 0  | 45  | 1   |   |
| 1ª | 2005-06       | 11            | 0   | 1  | 0  | 1  | 0  | 13  | 0   |   |
| 1ª | 2006-07       | 24            | 0   | 3  | 0  | -  | -  | 27  | 0   |   |
| 1ª | 2007-08       | 25            | 0   | -  | -  | -  | -  | 25  | 0   |   |
| 1ª | 2008-09       | 25            | 0   | 0  | 0  | -  | -  | 25  | 0   |   |
| 1ª | 2009          | 3             | 0   | -  | -  | 1  | 0  | 4   | 0   |   |
| Total club | Total club    | 163           | 2   | 11 | 0  | 11 | 0  | 185 | 2   |   |
| Club León · México |               |               |     |    |    |    |    |     |     |   |
| 1ª | 2010          | 17            | 0   | -  | -  | -  | -  | 17  | 0   |   |
| 1ª | 2010-11       | 32            | 0   | -  | -  | -  | -  | 32  | 0   |   |
| 1ª | 2011          | 14            | 0   | -  | -  | -  | -  | 14  | 0   |   |
| Total club | Total club    | 63            | 0   | -  | -  | -  | -  | 63  | 0   |   |
| Total carrera | Total carrera | Total carrera | 359 | 4  | 17 | 0  | 27 | 0   | 403 | 4 |
| (1)Incluye datos de la Pre Pre Libertadores (2001 y 2002) e InterLiga (2004, 2005, 2006 y 2007). (2)Incluye datos de la Copa de Campeones de la Concacaf (2002 y 2003), Copa Pre Libertadores (2002), Copa Libertadores (2002, 2005 y 2006) y SuperLiga Norteamericana (2009). |               |               |     |    |    |    |    |     |     |   |

## Palmarés

### Campeonatos nacionales
| Título                     | Club              | País           | Año  |
| -------------------------- | ----------------- | -------------- | ---- |
| Primera División de México | Monarcas Morelia  | México         | 2000 |
| InterLiga                  | Tigres de la UANL | Estados Unidos | 2005 |
| InterLiga                  | Tigres de la UANL | Estados Unidos | 2006 |